# Andry Rajoelina
Andry Nirina Rajoelina (født 30. maj 1974) er en madagaskisk politiker og forretningsmand som har været præsident på Madagaskar siden 16. december 2023. Han var også præsident fra 19. januar 2019 til 9. september 2023 samt leder af en overgangsregering som regerede fra 17. marts 2009 til 2. januar 2014 efter en politisk krise og et kup som var støttet af militæret.
Forinden sin tiltræden som præsident i 2009 var han borgmester i Antananarivo. Han dannede det politiske parti Tanora Malagasy Vonona (dansk: Besluttede Unge Malagasier) og blev valgt til borgmester den 12. december 2007 med 63,32 % af stemmene og indsat den 26. januar 2008. Hans modkandidat i valget var Hery Rafalimanana.
Mens han var borgmester, ledte han en oppositionsbevægelse mod den daværende præsident Marc Ravalomanana, som kulminerede i en politisk krise i 2009. Rajoelina blev udnævnt til formand for "Madagaskars høje overgangsmyndighed" af et militærråd, hvilket af det internationale samfund blev karakteriseret som et statskup. Rajoelina opløste senatet og nationalforsamlingen og overførte deres beføjelser til en række nye ledelsesstrukturer, der skulle overvåge overgangen til en ny forfatningsmæssig myndighed. Dette var i konflikt med en internationalt mæglet proces for at etablere en overgangsregering. Vælgerne godkendte en ny forfatning ved en kontroversiel folkeafstemning i november 2010, hvilket blev starten på den fjerde republik.
Andry Rajoelina er grundlæggeren af den digitale trykke- og reklamevirksomhed Injet, som er den største inden for sin sektor i Madagaskar. Han ejer også tv- og radiostationen VIVA. Den 13. december 2008 besluttede Madagaskars regering at lukke VIVA, efter at et interview med den tidligere statsleder Didier Ratsiraka var blevet sendt. Interviewet blev anset for at kunne "forstyrre freden og sikkerheden". Stationen blev lukket den 17. december 2008, hvilket blev fordømt af Journalister uden grænser (RSF) samt alle lukninger af andre tv- og radiostationer, som regeringen står bag. 
Andry Rajoelina stod i spidsen for protester mod den tidligere præsident Marc Ravalomanana, der blev tvunget fra magten efter uroligheder, der kostede 135 mennesker livet. Han blev indsat som præsident på Madagaskar 21. marts 2009 og trådte tilbage i 2014 efter afholdelse af frie valg i staten.
Rajoelina blev valgt til præsident igen i 2018. I juni 2023 førte afsløringen af at han fik fransk statsborgerskab i 2014 til protester med krav at han i henhold til lovgivningen skulle fratages sit madagaskiske statsborgerskab og gå af som præsident. Han blev genvalgt i 16. november 2023 i et valg som 10 af 12 oppositionsledere opfordrede til at boykotte da de mente at valget favoriserede Rajoelina.